# Tracy-Bocage
Tracy-Bocage és un municipi francès situat al departament de Calvados i a la regió de Normandia. L'any 2007 tenia 343 habitants.

## Demografia

### Població
El 2007 la població de fet de Tracy-Bocage era de 343 persones. Hi havia 126 famílies de les quals 28 eren unipersonals (12 homes vivint sols i 16 dones vivint soles), 43 parelles sense fills i 55 parelles amb fills.
La població ha evolucionat segons el següent gràfic:
Habitants censats

### Habitatges
El 2007 hi havia 133 habitatges, 127 eren l'habitatge principal de la família, 4 eren segones residències i 2 estaven desocupats. 130 eren cases i 2 eren apartaments. Dels 127 habitatges principals, 100 estaven ocupats pels seus propietaris, 24 estaven llogats i ocupats pels llogaters i 3 estaven cedits a títol gratuït; 6 tenien dues cambres, 20 en tenien tres, 40 en tenien quatre i 61 en tenien cinc o més. 30 habitatges disposaven pel capbaix d'una plaça de pàrquing. A 38 habitatges hi havia un automòbil i a 86 n'hi havia dos o més.

### Piràmide de població
La piràmide de població per edats i sexe el 2009 era:
| Homes | Edats   | Dones |
| ----- | ------- | ----- |
| 0     | 95 o +  | 0     |
| 0     | 90 a 94 | 0     |
| 0     | 85 a 89 | 0     |
| 0     | 80 a 84 | 0     |
| 0     | 75 a 79 | 4     |
| 4     | 70 a 74 | 8     |
| 4     | 65 a 69 | 4     |
| 8     | 60 a 64 | 4     |
| 8     | 55 a 59 | 8     |
| 20    | 50 a 54 | 8     |
| 16    | 45 a 49 | 20    |
| 4     | 40 a 44 | 12    |
| 12    | 35 a 39 | 8     |
| 12    | 30 a 34 | 16    |
| 12    | 25 a 29 | 4     |
| 16    | 20 a 24 | 4     |
| 8     | 15 a 19 | 20    |
| 4     | 10 a 14 | 24    |
| 12    | 5 a 9   | 12    |
| 4     | 0 a 4   | 12    |

## Economia
El 2007 la població en edat de treballar era de 230 persones, 178 eren actives i 52 eren inactives. De les 178 persones actives 172 estaven ocupades (95 homes i 77 dones) i 6 estaven aturades (4 homes i 2 dones). De les 52 persones inactives 25 estaven jubilades, 17 estaven estudiant i 10 estaven classificades com a «altres inactius».

### Ingressos
El 2009 a Tracy-Bocage hi havia 124 unitats fiscals que integraven 343 persones, la mediana anual d'ingressos fiscals per persona era de 17.279 €.

### Activitats econòmiques
Dels 10 establiments que hi havia el 2007, 3 eren d'empreses extractives, 4 d'empreses de construcció, 1 d'una empresa de transport, 1 d'una empresa d'informació i comunicació i 1 d'una empresa de serveis.
Dels 2 establiments de servei als particulars que hi havia el 2009, 1 era un guixaire pintor i 1 fusteria.
L'any 2000 a Tracy-Bocage hi havia 11 explotacions agrícoles que ocupaven un total de 679 hectàrees.

## Poblacions més properes
El següent diagrama mostra les poblacions més properes.